# 2140 Kemerovo
2140 Kemerovo è un asteroide della fascia principale del diametro medio di circa 29,49 km. Scoperto nel 1970, presenta un'orbita caratterizzata da un semiasse maggiore pari a 2,9877263 UA e da un'eccentricità di 0,0536381, inclinata di 6,98466° rispetto all'eclittica.